# آنتونی موسی
آنتونی موسی (انگلیسی: Anthony Mossi؛ زادهٔ ۱۵ مهٔ ۱۹۹۴) بازیکن فوتبال اهل جمهوری دموکراتیک کنگو است.
از باشگاه‌هایی که در آن بازی کرده‌است می‌توان به باشگاه فوتبال کیاسو اشاره کرد.
وی همچنین در تیم ملی فوتبال جمهوری کنگو بازی کرده‌است.